# Diócesis de Mentesa
La sede episcopal de Mentesa es actualmente una diócesis titular católica.

## Historia
Se supone que la diócesis de Mentesa fue erigida en el siglo III, pues la primera vez que aparece mencionada es en el Concilio Iliberitano de principios del siglo IV, en cuyas actas consta la asistencia de su obispo Pardo.
Originalmente dependía de la provincia eclesiástica Tarraconense,
hasta que en el año 332 el emperador Constantino dividió en tres la provincia civil del mismo nombre, quedando entonces Mentesa en la Carthaginense, como sufragánea de la de Toledo.

### Ubicación
Determinar su ubicación exacta ha sido tradicionalmente complicado, pues antiguamente (época en la que se cita a la diócesis) había dos poblaciones de nombre similar en una zona limítrofe entre bastetanos y oretanos, «Mentesa Bastia» y «Mentesa Oretana», de ahí que se les añadiera el adjetivo etnológico, bien para diferenciarlas o porque estaban pobladas por una u otra etnia. Plinio ya especifica dicha diferenciación cuando dice «Mentesani qui et Oretani, Mentesani qui et Bastuli».

#### Mentesa Bastia
Pese a ello, parte de los investigadores de la actualidad concuerdan en que, dados los escritos históricos, los hallazgos arqueológicos (sobre todo epigráficos), y el desarrollo histórico de ambas ubicaciones, las referencias a la Mentesa antigua (M. Bastia, M. Bastetanorum, Mantißa, Montija...) se refieren a «Mentesa Bastia», localizada en la actual La Guardia de Jaén. Si bien pasan por alto en que en la antigüedad no había una Mentesa, sino dos, y esto hace necesario un llamado a la precauación para evitar los sesgos regionales, a menudo evidentes en las conclusiones precipitadas a las que llegan los investigadores actuales, cuando existen importantes incongruencias entre los datos existentes. 

#### Mentesa Oretana
Por otra parte, otros autores señalaron como tal a «Mentesa Oretana», que durante años se identificó con la actual Montiel, junto a Santo Tomé, hasta que investigaciones arqueológicas posteriores desvelaron que la «Mentesa Oretana» era Villanueva de la Fuente, provincia de Ciudad Real. Un hecho que reforzaría la ubicación de la diócesis en «Mentesa Bastia», la única Mentesa «sita junto á Jaén» en palabras del arzobispo don Rodrigo sobre la campaña de Tariq, aunque se debe de tener precaución con la historicidad de las afirmaciones, ya que Rodrigo Jiménez de Rada vivió varios siglos después de los acontecimientos y Flórez escribe en un momento en el que la disciplina historiográfica aún no estaba desarrollada, ambos, consecuentemente, pueden incurrir en errores historiográficos.
En la interpretación que modernamente se ha hecho de la hitación de Wamba, documento datado supuestamente en el siglo VII, cuya autenticidad está todavía en entredicho, se la menciona como comprendida entre Villarta de San Juan, Segura de la Sierra, Santisteban del Puerto y Villarrobledo, lo que afirmaría la tesis de la ubicación de la diócesis en la actual Villanueva de la Fuente, ya que esos datos, que hacen referencia a un punto indeterminado pero presumiblemente localizado en la actual Castilla-La Mancha (o en la antigua Oretania germana), no son congruentes con la ubicación de Mentesa Bastia, pero sí con Mentesa Oretana.   
De igual manera, considerando los datos de la lista de asistentes al III Concilio de Toledo, es extraño que la diócesis de Cástulo, localizada más al norte que Mentesa Bastia, sea sufragánea del arzobispo de Sevilla, mientras que Mentesa aparece como sufragánea del arzobispo de Toledo, dato que, de nuevo, refuerza la tesis de su ubicación en la actual Villanueva de la Fuente.   
Si tomamos en cuenta los datos que, desde la antigüedad, mencionan a Mentesa, podríamos hacer referencia a algunas fuentes de importancia para el conocimiento de los itinerarios romanos, como los vasos de Vicarello, donde no cabe duda de que la "Mentesa" mencionada es Mentesa Oretana, puesto que el itinerario la señala sita entre Mariana y Libisosa, ambos lugares ubicados dentro de la Oretania germana, en las provincias de Ciudad Real y Albacete respectivamente, por lo que no cabe duda de que se trataría de la Mentesa Oretana.    
Hacia el año 715 la ciudad fue destruida por las huestes bereberes de Tariq durante la invasión musulmana, y la diócesis fue suprimida.
En 1969 fue restaurada como diócesis titular.

## Episcopologio
Los obispos de los que se tiene constancia de haber ocupado la diócesis fueron:
- Pardo, primer obispo conocido, c. 300
- Juan, desde antes de 589
- Jacobo, antes de 610
- Emila o Emiliano, sucesor inmediato del anterior
- Cecilio, c. 612-615
- Jacobo II, c. 633-638
- Giberico, c. 646
- Froila, c. 653
- Uvaldefredo, c. 656
- Floro, 683-713, martirizado por los árabes
- Abibonso, c. 858, titular
- Hugo Eduardo Polanco Brito (20 de enero de 1970 - 10 de mayo de 1975)
- Mario José Serra (28 de mayo de 1975 - 9 de julio de 2005)
- Rafael Zornoza Boy (13 de diciembre de 2005 - septiembre de 2011)
- José Rico Pavés (6 de julio de 2012-9 de junio de 2021)
- Teodoro León Muñoz (1 de abril de 2023)